# Castellania d'Amposta

Escut del Castellà d'Amposta segons l'armonial de Gelre (f. 63v), de finals del.

La Castellania d'Amposta era un priorat de l'orde de Sant Joan de Jerusalem que deu el seu origen a la donació que el comte Ramon Berenguer IV va fer als frares hospitalers del castell d'Amposta (1154) en agraïment a la seva ajuda en les campanyes contra els àrabs per recuperar el sud de Catalunya. D'aquesta manera es creava una divisió pròpia a la Corona d'Aragó, independent del Priorat de Sant Gèli o de Sant Gil de Provença, que era d'on depenia fins llavors i depenent de la seu central de l'orde.
El fet que aquesta divisió administrativa de l'orde s'anomenés castellania i no pas priorat es deu al fet que era un territori de frontera en el qual calia una bona organització militar. Es dona el cas que és l'únic priorat occidental que té aquest nom, que sí que trobem a Orient on l'acció militar estava molt més justificada.
El 1280 el rei va recuperar el castell d'Amposta a causa de la seva importància estratègica i gràcies a permutes i privilegis per a l'orde. Malgrat aquesta pèrdua del castell que donava nom al priorat, el nom no va canviar, el que sí que va canviar fou el lloc de residència del castellà d'Amposta, que normalment ho feia al convent de San Juan de los Panetes, a Saragossa; per bé que el castellà solia ser un home de confiança del rei o bé anava a orient per ajudar els seus companys d'orde.
El 1312 amb la dissolució de l'orde del Temple i la integració dels seus béns a l'Hospital es va reorganitzar l'orde a la Corona d'Aragó. De la primigènia Castellania d'Amposta es va passar al Priorat de Catalunya i la Castellania d'Amposta, aquesta última s'estenia per les comandes d'Aragó, les comandes catalanes situades a la dreta de l'Ebre i la comanda de Torrent de l'Horta, com a única possessió hospitalera al País Valencià, ja que totes les seves propietats i les del Temple passaren a la nova orde de Montesa. Les possessions del Priorat de Catalunya eren les del Principat, juntament amb el Rosselló i les Illes Balears.
La castellania d'Amposta va subsistir, almenys de manera teòrica, fins al 1851 quan l'últim castellà, l'infant Francesc de Paula de Borbó, hi va renunciar en moments que l'orde es redefinia i a més l'estat feudal es dissolia en el nou estat liberal i modern.

## Llista de les comandes de la Castellania d'Amposta en època de la baixa edat mitjana
- Añón
- Mallén
- Ambel
- Novillas
- San Juan de los Panetes o Comanda de Saragossa
- Calataiud
- La Almunia de doña Godina
- Encinacorba
- Sant Joan d'Osca
- Temple d'Osca o Cases Velles d'Osca
- Barbastre
- Montsó
- Xalamera
- Torrent de Cinca
- Samper de Calanda
- Casp
- Castellote
- Villarluengo
- Orrios
- Aliaga
- Alfambra
- Villel
- Mirambell
- Cantavella
- Monestir femení de Santa Maria de Sixena
- Ascó
- Miravet
- Horta de Sant Joan
- Amposta
- Ulldecona
- La Sénia
- La Ràpita
- Torrent de l'Horta